# Ischigualasto
Ischigualasto provinspark er beliggende i den nordvestlige Argentina.
Parken blev etableret i 1971, og størstedelen af den ligger i provinsen San Juan. Den omfatter i øjeblikket 60.369 hektar og strækker sig over grænsen til provinsen La Rioja, hvor den er omgivet af Talampaya nationalpark. I begge disse er der fundet en del fossiler af både pattedyr og dinosaurer. 
I år 2000 blev Ischigualasto sammen med Talampaya nationalpark optaget på UNESCOs Verdensarvsliste.